# Willie Nelson
Willie Hugh Nelson (født 29. april 1933) er en amerikansk countrysanger og sangskriver, forfatter, poet, skuespiller og aktivist. Han nåede sin største berømmelse i Outlaw Country i 1970'erne, og er stadig ikonisk, især i amerikansk populærkultur.
Nu, i sine 80'ere, fortsætter Willie Nelson med at turnere og optræde ved koncerter og fundraisere sammen med andre store musikere, herunder Bob Dylan, Neil Young, og Dave Matthews. Han fortsætter også med at indspille albums, gerne i nye genrer, så som reggae, blues, jazz, folkemusik og populær musik.

## Priser
Grammy Legend Award, også kaldet Grammy Living Legend Award, er en amerikansk, særlig musikpris, der uddeles af Recording Academy til kunstnere, som gennem bidrag over en lang periode har haft stor indflydelse på pladeindustrien. Willie Nelson blev tildelt en sådan pris i 1990.
I 2000 blev han tildelt en Grammy Lifetime Achievement Award.

## Diskografi
- 1961 – Love & Pain
- 1962 – And Then I Wrote
- 1963 – Here's Willie Nelson
- 1965 – Country Willie: His Own Songs
- 1966 – Country Favorites, Willie Nelson Style
- 1966 – Live Country Music Concert
- 1967 – Make Way for Willie Nelson
- 1967 – The Party's Over and Other Great Willie Nelson Songs
- 1968 – Good Times
- 1968 – Texas in My Soul
- 1969 – My Own Peculiar Way
- 1970 – Both Sides Now
- 1970 – Laying My Burdens Down
- 1971 – Willie Nelson & Family
- 1971 – Yesterday's Wine
- 1972 – The Willie Way
- 1972 – The Words Don't Fit the Picture
- 1973 – Shotgun Willie
- 1974 – Phases and Stages
- 1975 – Red Headed Stranger
- 1976 – The Sound in Your Mind
- 1976 – The Troublemaker
- 1977 – To Lefty from Willie
- 1978 – Stardust
- 1978 – Willie and Family Live
- 1979 – One for the Road
- 1979 – Pretty Paper
- 1979 – Sings Kris Kristofferson
- 1979 – The Electric Horseman
- 1980 – Honeysuckle Rose
- 1980 – San Antonio Rose
- 1981 – Somewhere over the Rainbow
- 1982 – Always On My Mind
- 1982 – Old Friends
- 1983 – Take It to the Limit
- 1983 – Tougher Than Leather
- 1983 – Without a Song
- 1984 – Music from "Songwriter"
- 1984 – Angel Eyes
- 1984 – City of New Orleans
- 1984 – Portait in Music
- 1985 – Brand on My Heart
- 1985 – Funny How Time Slips Away
- 1985 – Half Nelson
- 1985 – Me and Paul
- 1986 – Partners
- 1986 – The Promiseland
- 1987 – Island in the Sea
- 1987 – Seashores of Old Mexico
- 1988 – What a Wonderful World
- 1989 – A Horse Called Music
- 1990 – Born for Trouble
- 1992 – The IRS Tapes: Who'll Buy My Memories?
- 1993 – Across the Borderline
- 1994 – Moonlight Becomes You
- 1994 – Healing Hands of Time
- 1995 – Pancho, Lefty and Rudolph
- 1995 – Six Hours at Pedernales
- 1996 – Just One Love
- 1996 – Spirit
- 1996 – How Great Thou Art
- 1997 – Christmas with Willie Nelson
- 1997 – All of Me
- 1997 – Hill Country Christmas
- 1998 – Teatro
- 1999 – Night and Day
- 2000 – Clean Shirt
- 2000 – Memories of Hank Williams, Sr.
- 2000 – Me and the Drummer
- 2000 – Good Ol' Country Singin'
- 2000 – Milk Cow Blues
- 2001 – Rainbow Connection
- 2001 – Tales Out of Luck
- 2002 – The Great Divide
- 2002 – Stars & Guitars
- 2003- Run That By Me One More Time
- 2003- Picture In A Frame- Med Kimmie Rhodes
- 2004 – Live at Billy Bob's Texas
- 2004 – Outlaws and Angels
- 2004 – It Always Will Be
- 2005 – Songs for Tsunami Relief: Austin to South Asia
- 2005 – Countryman
- 2006 – You Don't Know Me: The Songs of Cindy Walker
- 2006 – Live from Austin, Texas
- 2006 – Songbird
- 2007 – Last of the Breed
- 2007 – Willie Nelson Christmas
- 2007 – Gravedigger
- 2008 – Moment of Forever
- 2008 – Two Men with the Blues